# 순수청년 박종철
《순수청년 박종철》은 MBC에서 2002년 6월 24일에 방영된 기획 특집 드라마이다. 1987년 1월 13일 치안본부 대공분실에서 물고문으로 숨진 고 박종철의 삶을 다룬 드라마이다.
고문치사사건보다는 박종철이라는 인간 자체에 무게중심을 두었고, 투사라기보다는 정말 순박하고 흠잡을 데 없는 청년을 표현하기 위해 아마추어 연기자 최동성(당시 서울대 경제학부 재학 중)을 기용했다.

## 등장 인물
- 최동성 : 박종철(20~20세) 역
- 이영준 : 장석호(20~20세) 역 - 서울대. 종철의 죽마고우
- 이다혜 : 이은주(20~20세) 역 - 서울대. 종철의 첫사랑
- 이승호 : 종철의 아버지(57세) 역 - 부산 수도국 공무원
- 이용이 : 종철의 어머니(54세) 역
- 선우재덕 : 안상수(42세) 역 - 당시 부장 검사, 박종철 사건의 수사검사